# 布魯克斯頓 (明尼蘇達州)
布魯克斯頓（英語：Brookston）是一個位於美國明尼蘇達州聖路易斯縣的城市。

## 人口
根據2020年美國人口普查的數據，布魯克斯頓的面積為1.42平方千米，皆為陸地。當地共有人口118人，而人口密度為每平方千米83人。